# Рогочий, Антон Николаевич
Анто́н Никола́евич Рогочи́й (род. 23 января 1982, Ростов-на-Дону, СССР) — российский футболист, защитник, футбольный тренер.

## Карьера
В ФК «Ростов» (до 2003 г. «Ростсельмаш») — с 1998 года, первый матч за основную команду провёл 28 сентября 1999 года в домашнем матче чемпионата высшего дивизиона против «Алании» (4:2), в том сезоне трижды выходил на замену на последних минутах матчей (дважды — в чемпионате России, один раз — в Кубке). Всего в период с 2009 по 2008 годы провёл 105 матчей за клуб в высшей российской лиге и 6 матчей в Первом дивизионе. Также выступал за этот клуб в Кубке России (10 матчей в 7 розыгрышах), в Кубке Интертото (4 матча в 2 розыгрышах) и в Кубке Премьер-Лиги (1 матч); голов в официальных матчах за основную команду этого клуба не забивал. В 1998—2000 гг. играл в зоне «Юг» Второго дивизиона за фарм-клуб «Ростсельмаша», «Ростсельмаш-2», проведя 29 игр и забив 3 гола. В 2001—2007 гг. провёл, наряду с играми за основную команду, 40 игр за дубль «Ростова», голов в них не забивал. В 2009 году выступал в первом дивизионе за подольский «Витязь». 30 июля 2010 года было сообщено, что Антон пополнил ряды «Кубани», с которой подписал контракт до конца сезона. Дебютировал в составе «Кубани» 13 августа в домашнем матче 24-го тура первенства против хабаровского клуба «СКА-Энергия». Всего в том сезоне провёл за «Кубань» 9 матчей и стал, вместе с командой, победителем Первого дивизиона. 24 ноября появилась информация, что тренерский штаб «Кубани» решил расстаться с Антоном. 6 декабря было подтверждено, что контракт решено не продлевать и Рогочий покинул клуб, однако 10 января было сообщено, что Антон отправился с «Кубанью» на предсезонный сбор в Турцию, а затем заключил новый контракт сроком на один год с возможностью продления ещё на один. 
 После ухода из «Кубани» выступал за команды ФНЛ — «Химки» и «Спартак-Нальчик». 24 января 2014 года подписал контракт на 1,5 года с «Сибирью», выступающей также в ФНЛ.
Зимой 2016 года был на просмотре в «Солярисе».
После окончании карьеры стал работать тренером в системе «Ростова». В июле 2024 года вошел в штаб Дмитрия Кириченко в ивановском «Текстильщике».

## Достижения
«Ростов»
- Победитель Первого дивизиона России (1): 2008
- Финалист Кубка России (1): 2002/03

«Кубань»
- Победитель Первого дивизиона России (1): 2010